# 鳥取県道284号大山寺岸本線
鳥取県道284号大山寺岸本線（とっとりけんどう284ごう だいせんじきしもとせん）は、鳥取県西伯郡大山町から西伯郡伯耆町に至る一般県道である。

## 概要
西伯郡大山町大山から西伯郡伯耆町吉長に至る。

### 路線データ
- 起点：西伯郡大山町大山（鳥取県道24号米子大山線終点、鳥取県道30号赤碕大山線交点、鳥取県道158号大山口停車場大山線上）
- 終点：西伯郡伯耆町吉長（伯耆町役場交差点、鳥取県道36号名和岸本線終点、鳥取県道53号淀江岸本線交点、鳥取県道326号大山高原スマートインター線起点）

## 歴史
- 2022年（令和4年）3月31日 - 鳥取県告示第153号により終点が西伯郡伯耆町大原から西伯郡伯耆町吉定交差点までの経路を伯耆町道岸本大原線経由に変更し、西伯郡伯耆町久古・伯耆町道岸本大原線交点 - 西伯郡伯耆町吉長・伯耆町役場交差点間が鳥取県道326号大山高原スマートインター線との重複区間となった[1]。

## 路線状況
本県道は、県道大山口停車場大山線との重複区間である西伯郡大山町大山からの西伯郡伯耆町金屋谷の区間に限り、県道境美保関線（島根県松江市美保関町美保関から鳥取県境港市明治町の区間。ただし、不通区間を除く）、国道431号（境水道大橋を含む島根県松江市美保関町森山から鳥取県米子市流通町の米子自動車道・米子ICとの交差点の区間）、国道9号（鳥取県米子市流通町の米子自動車道・米子ICとの交差点から同県米子市尾高の山陰自動車道・米子東ICとの交差点の区間の側道）、県道米子大山線（鳥取県米子市尾高の県道米子大山線との交差点（大山入口交差点）から鳥取県西伯郡大山町大山の県道赤碕大山線および県道大山口停車場大山線との交差点の区間。いわゆる大山道路）、県道大山口停車場大山線（鳥取県西伯郡大山町大山の県道米子大山線（大山道路）および県道赤碕大山線との交差点から同県西伯郡伯耆町大内の県道倉吉江府溝口線との交差点の区間）、県道倉吉江府溝口線（鳥取県西伯郡伯耆町大内の県道大山口停車場大山線との交差点から同県日野郡江府町御机の県道大山上福田線との交差点の区間）、県道大山上福田線（蒜山大山スカイラインを含む鳥取県日野郡江府町御机の県道倉吉江府溝口線との交差点から岡山県真庭市蒜山上福田の真庭市道との交差点の区間）、真庭市道（岡山県真庭市蒜山上福田の県道大山上福田線（蒜山大山スカイライン）との交差点から同県真庭市上蒜山徳田の米子自動車道・蒜山ICおよび国道482号との交差点の区間）とともに、大山パークウェイの一部を構成し、同パークウェイは、美保関灯台と米子空港や蒜山地域（米子自動車道・蒜山ICを含む）を広域的に結ぶ役割を果たしている。

### 重複区間
- 鳥取県道158号大山口停車場大山線（西伯郡大山町大山（起点） - 西伯郡伯耆町金屋谷）
- 鳥取県道52号岸本江府線（西伯郡伯耆町小林 - 西伯郡伯耆町丸山）
- 大山広域農道（西伯郡伯耆町小林 - 西伯郡伯耆町丸山）
- 鳥取県道36号名和岸本線（西伯郡伯耆町丸山 - 西伯郡伯耆町吉長・伯耆町役場交差点（終点））
- 鳥取県道326号大山高原スマートインター線（西伯郡伯耆町久古 - 西伯郡伯耆町吉長・伯耆町役場交差点（終点））

## 地理

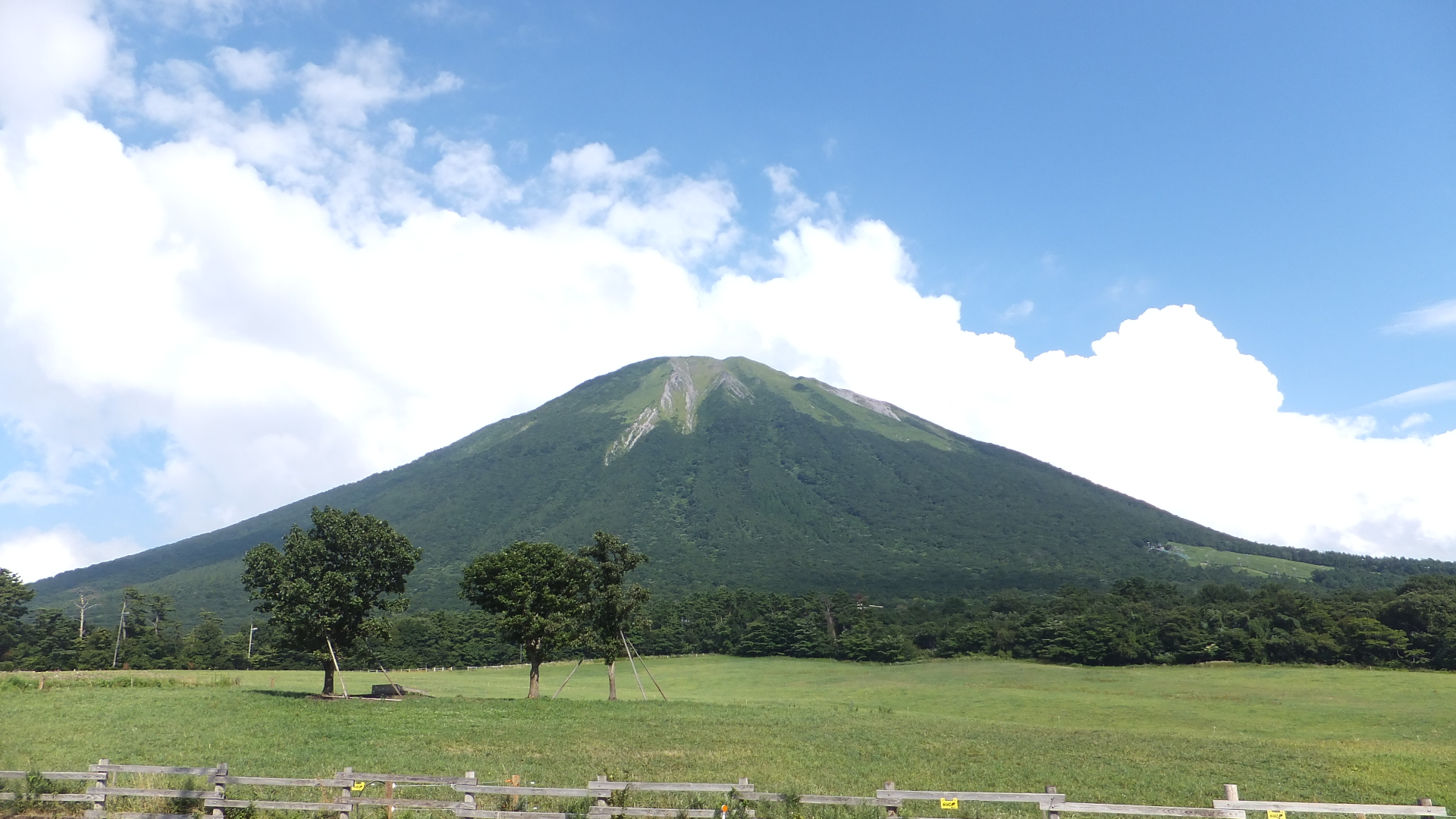
同道路からの大山

### 通過する自治体
- 西伯郡大山町
- 西伯郡伯耆町

### 交差する道路
| 交差する道路 | 市町村名 | 市町村名 | 交差する場所 | 交差する場所            |
| --- | -------- | -------- | ------------ | ----------------------- |
| 鳥取県道24号米子大山線 鳥取県道30号赤碕大山線 鳥取県道158号大山口停車場大山線 重複区間起点                      | 西伯郡   | 大山町   | 大山         | 起点                    |
| 鳥取県道158号大山口停車場大山線 重複区間終点                                                                    | 西伯郡   | 伯耆町   | 金屋谷       |                         |
| 鳥取県道52号岸本江府線 重複区間起点 大山広域農道 重複区間起点                                                   | 西伯郡   | 伯耆町   | 小林         |                         |
| 鳥取県道36号名和岸本線 重複区間起点 鳥取県道52号岸本江府線 重複区間終点                                         | 西伯郡   | 伯耆町   | 丸山         |                         |
| 鳥取県道159号米子丸山線 大山広域農道 重複区間終点                                                               | 西伯郡   | 伯耆町   | 丸山         |                         |
| E73 米子自動車道 鳥取県道326号大山高原スマートインター線 重複区間起点                                           | 西伯郡   | 伯耆町   | 久古         | 5-1 大山高原SIC         |
| 鳥取県道36号名和岸本線 重複区間終点 鳥取県道53号淀江岸本線 鳥取県道326号大山高原スマートインター線 重複区間終点 | 西伯郡   | 伯耆町   | 吉長         | 伯耆町役場交差点 / 終点 |

### 交差する鉄道
- 伯備線（下岸本踏切）

### 沿線
主要施設
- 大山放牧場
- 大山ゴルフクラブ
- 大山ペンション村
- 別所川渓流植物園（マウンテンストリームきしもと）
- 伯耆町総合公園
- 大山リハビリテーション病院

名所・旧跡・観光地
- 大山寺
- 大山（夏山登山道）
- 桝水高原スキー場
- 桝水高原